# (16046) Gregnorman
(16046) Gregnorman ist ein Asteroid des Hauptgürtels, der am 5. Mai 1999 vom australischen Amateurastronomen John Broughton am Reedy-Creek-Observatorium (IAU-Code 428) in Queensland in Australien entdeckt wurde.
Der Asteroid wurde nach dem australischen Profigolfer Greg Norman (* 1956) benannt, der in den 1980er und 1990er Jahren 331 Wochen lang die Weltrangliste anführte.